# ترکیب (اشیا)
اشیای مرکب (به انگلیسی: composite objects) اشیای کلّی (whole) هستند که با اجزایشان به وقوع می‌پیوندند. اگر هستی‌شناسی بخواهد اجسام ترکیبی را مجاز بداند، باید مشخص کند که مجموعه اشیاء به عنوان اجزای تشکیل دهنده یک کل در نظر گرفته می‌شوند. جزءشناسی، مطالعه روابط بین اجزاء و کلشان، جزئیاتی را مشخصی می‌کند که چگونگی ارتباط اجزاء با یکدیگر برای تشکیل یک کل را توضیح می‌دهند.

## جزءشناسی اشیای مادی
اختلافات هستی شناختی درمورد این نیست که چه چیزی وجود دارد، بلکه مرکز منازعه این است که کدامین اشیای از مجموعه خاصی از مواد تشکیل شده‌اند. اشیای خاصی که توسط یک هستی‌شناسی معین ارائه می‌شوند را می‌توان به عنوان نمونه‌هایی از یک یا چند نوع شی مجزا طبقه‌بندی کرد.
هرچه گونهٔ اشیای پذیرفته شده بیشتر باشد، مصادیق احتمالی آنها توسط مجموعه ای معینی از مواد نیز بیشتر خواهد بود. این امر باعث ایجاد اختلافات در اندازه هستی‌شناسی‌های مختلف می‌شود می شود که از جمله موضوعات مورد مناقشه بین فلاسفه است. هستی‌شناسی‌هایی که اینجا مورد نظر ما هستند اشیای مرکب را جزو گونه‌های اشیای مورد نظر خود معرفی می‌کنند. اشیای مرکب اشیایی هستند که از مجموعه ای از یک یا چند جزء تشکیل شده باشند. چنین اشیایی معمولاً در هستی‌شناسی‌هایی که شهودا ساخته شده‌اند گنجانده می‌شوند زیرا اشیای رایجی که با آنها سر و کار داریم بدون شک از اجزاء تشکیل شده‌اند.
به عنوان مثال، هستی‌شناسی‌هایی که وجود میزها، خرگوش‌ها یا تخته سنگ‌ها را تأیید می‌کنند، لاجرم متعهد به وجود برخی از اشیای مرکب است. مخشص کردن این «برخی» اشیای مرکب نقطه ای مورد مناقشه بین نظریات مختلف است. ابهام زدایی می‌طلبد که این نظریه‌ها روشی برای تشخیص اینکه چه اشیایی مرکب اند و چه اشیایی نیستند ارائه دهند. برخی ممکن است میزها و احتمالاً صندلی‌ها را اشائ مرکب حساب کنند، اما ترکیب یک میز و صندلی‌های اطرافش چطور؟ چه خصوصیاتی از مجموعه اجزاء تعیین‌کننده این است که آنها یک کل را تشکیل می‌دهند؟

### جزءشناسی پوچ‌گرا
جزءشناسی پوچ‌گرا یک دیدگاه به شدت تقلیل‌گرایانه (eliminative) است. جزءشناسی پوچ‌گرا منکر آن است اشیا می‌توانند نقش جزء در توصیفات نظری جزءشناسی را ایفا کنند. اگر هیچ نوع رابطهٔ جزء بودنی وجود نداشته باشد، هیچ شی مرکبی نیز وجود نخواهد داشت. در ابتدا می‌توان با این دیدگاه با توجه به نتیجه‌گیری‌های غیرشهودی اش مقابله کرد. با این حال، مواضع دیگری نیز درباب جزءشناسی وجود دارد که به همان اندازه غیرشهودی هستند و بنابراین یک تکذیب اساسی تری لازم است. انکاری اساسی بر جزءشناسی پوچگرا را مدافعان نظریه گانکِ بی اتم مطرح کرده‌اند.
یک جزءشناسی را گانکی گویند که طبق آن هر جزء خود ترکیبی از اجزاء دیگر باشد. تجزیه اشیا هرگز پایان نمی‌یابد، و هیچ جزء بنیادین یا اتم جزءشناسانه ای وجود ندارد. در هستی‌شناسی گانکی، هیچ جایی برای اتمهای مورد نظر جزءشناسی پوچ‌گرا وجود ندارد. این مسئله مشکلی ایجاد می‌کند زیرا اگر تنها چیزهایی که وجود دارند اتم‌ها باشند، ولی چیزی مانند یک اتم در یک هستی‌شناسی وجود نداشته باشد، هیچ چیز نمی‌تواند وجود داشته باشد. با توجه به جذابیت پذیرش وجود اشیا، حفظ کردن یک هستی‌شناسی گانکی مبتنی بر رد جزءشناسی پوچ‌گراست. اما هرکسی مصمم بر حفظ هستی‌شناسی گانکی نیست، و بنابراین پوچگرایی به‌طور بالقوه یک دیدگاه قابل پذیرش است.

### نظریات محافظه‌کار
تلاش‌های مختلفی برای حفظ روابط جزء و کل شده‌است. همه این نظریه‌ها سعی در تعیین ویژگی‌هایی دارند را که مجموعه‌های اشیا باید برای ترکیب یک کل را داشته باشند. این ویژگیها ممکن است از اصولی منشأ گرفته باشند یا به عنوان حقیقی بی چون و چرا =پذیرفته شوند.

#### دیدگاه‌های اصول‌بنیان
یک دیدگاه اصول‌بنیان درباب رابطه ترکیب به دنبال ویژگیهای کلی ایست که برای ارضای آن رابطه بسنده اند.

#### دیدگاه‌ها بی چون و چرا

##### نظریهٔ «حیات» ون اینواگن
به گفته ون اینواگن، مجموعه ای از اشیا زمانی جزء هستند که ترکیبشان شیءای داری حیات باشد.

### جزءشناسی عالم‌گرا
جزءشناسی عالَم‌گرایانه (mereological universalism) دیدگاهی به شدت اجازه‌دهنده (permissive) است. اساساً، عالم‌گرایی معتقد است که هر مجموعه ای از اشیا یک کل را تشکیل می‌دهد. این دیدگاه وجود هرگونه اشیای ترکیبی را که به‌طور شهودی تصور می‌شود وجود داشته باشند را تضمین می‌کند. با این حال، همانگونه که اشیای معمولی وجود دارند، اشیای بسیار عجیب و غریب نیز وجود دارند. برای نمونه، شیئی متشکل از جاکلیدی و کلیدهای من، و همچنین شیئی متشکل از کره مریخ و یک هزار تومانی داخل جیب من وجود دارد.